# Наука та наукознавство
«Наука та наукознавство» ("Science and Science of Science") — міжнародний науковий журнал,  видається з 1993 року Державною установою «Інститут досліджень науково-технічного потенціалу та історії науки ім. Г. М. Доброва НАН України». Журнал створено на базі республіканського міжвідомчого наукового збірника «Наукознавство та інформатика» (1969-1991), заснованого Геннадієм Михайловичем Добровим.
Засновники журналу «Наука та наукознавство»: 
- Національна академія наук України,
- Державна установа «Інститут досліджень науково-технічного потенціалу та історії науки ім. Г. М. Доброва НАН України».

Відомості про журнал «Наука та наукознавство» внесені до Реєстру суб’єктів у сфері друкованих медіа Рішенням Національної ради України з питань телебачення і радіомовлення № 747 від 14.03.2024. Ідентифікатор медіа R30-02777.
Журнал є фаховим виданням (категорія «Б»). Виходить чотири рази на рік. Мови публікацій – українська та англійська.

## Мета і предмет
Мета журналу — оприлюднення результатів наукових досліджень з наукознавства та інноватики, зокрема питань з історії науки, організації та підвищення ефективності досліджень, впливу науки на економіку, освіту, культуру та інші сфери суспільного життя; здійснення професійної та міжгалузевої комунікації дослідників. В сфері інтересів журналу розробка проблем оптимізації державної науково-технологічної та інноваційної політики, дискусії в науковому середовищі та з участю широкої громадськості з приводу стану і перспектив розвитку науки, посилення її впливу на вирішення нагальних проблем життя суспільства.
Журнал розраховано як на наукових працівників, викладачів, аспірантів і студентів закладів вищої освіти, представників державних структур, підприємств та установ, так і на широке коло читачів.
Основне предметне поле публікацій журналу:
- Методологія і теорія розвитку науки

- Організація науки і управління науковою діяльністю
- Прогнозно-аналітичні дослідження розвитку науки і технологій
- Соціальні, культурні, психологічні фактори, що впливають на розвиток науки
- Науково-технологічна та інноваційна політика
- Економіка науки та ефективність досліджень
- Кадри науки
- Філософія та історія науки і техніки

## Адреса редакції
Бульвар Тараса Шевченка, 60, Київ, 01032, Україна. 
Тел.: +380 44 482 1478 (редакція журналу); +380 44 486 9591 (приймальня Інституту Доброва)

## Редколегія журналу
До редакційної ради та редакційної колегії журналу входять відомі спеціалісти в галузі економіки, наукознавства, організації науки, історії науки та техніки з України, Великої Британії, Китаю, Латвії, Молдови, Азербайджану. 
Головний редактор — заслужений діяч науки і техніки України, д-р екон. наук, головний науковий співробітник Олександр Сергійович Попович. 
Заступник головного редактора — канд. екон. наук, старший науковий співробітник Ніна Борисівна Ісакова.
Відповідальний секретар — науковий співробітник Тетяна Миколаївна Велентейчик.

## Публікації
- Кавуненко Л.Ф., Велентейчик Т.Н., Кострица Е.П. Двадцатилетие международного научного журнала „Наука и науковедение”. Наука України у світовому інформаційному просторі. Вип.9. 2014. С. 46—50. URL: https://www.nas.gov.ua/publications/books/series/9789660247048/Documents/2014_9/Blok_Nauka_Ukr_V9_Kavunenko.pdf
- Велентейчик Т. М. Наука та наукознавство. Енциклопедія Сучасної України [Електронний ресурс]. НАН України, НТШ. – К. : Інститут енциклопедичних досліджень НАН України, 2020. URL: https://esu.com.ua/article-70602
- Велентейчик Т.М., Радченко А.І., Мриглод О.І. Наукометричне дослідження журналу «Наука та наукознавство»: до 30-річчя видання. Наука та наукознавство. 2023. № 3 (121). С. 5—40. URL: https://doi.org/10.15407/sofs2023.03.005